# Nora Krug
Nora Krug (Karlsruhe, Alemania, 1977)es una autora e ilustradora germano-estadounidense que reside en Brooklyn, Estados Unidos. Trabaja como profesora asociada de ilustración en la Escuela de Diseño Parsons en la ciudad de Nueva York.

## Educación
Krug creció en Karlsruhe, lugar que le proporcionó "una lección temprana de política", según sus propias palabras. En su adolescencia, cultivó interés por el violín y la música clásica, así como por el dibujo y la pintura.
Durante la educación secundaria, Krug asistió a un centro especializado en música clásica, pero decidió centrarse en el dibujo asistiendo al Liverpool Institute for Performing Arts, en Liverpool, Reino Unido. Regresó a Alemania para estudiar Comunicación Visual en la Universidad de las Artes de Berlín, pero luego viajó a América del Norte para graduarse en ilustración de la School of Visual Arts. Para su trabajo final de grado, reinterpretó el cuento de hadas Caperucita Roja en cuatro mini-libros centrados cada uno en un personaje diferente, que fueron añadidos a la Biblioteca del Congreso de los EE. UU.  y publicados en 2009 como su primera obra como profesional.

## Trayectoria profesional
Poco después de terminar sus estudios, Krug conoció al director de arte Monte Beauchamp y fue invitada a enviar trabajos a su antología anual de cómics BLAB!. Krug publicó tres cómics para la publicación que relataban las historias del sargento y desertor del ejército estadounidense Charles Robert Jenkins, la exploradora y escritora suiza Isabelle Eberhardt y el artista suizo Adolf Wölfli.
En la década de 2000, Krug fue contratada como profesora asociada de ilustración en la Escuela de Diseño Parsons. Recibió una beca Guggenheim en 2013 y una beca Sendak en 2014. También obtuvo una medalla de oro de la Society of Illustrators por su obra "Shadow Atlas, an Encyclopedia of Ghosts".
Poco antes de cumplir treinta años, Krug regresó a Alemania para investigar en archivos dedicados a la Segunda Guerra Mundial, y también a sus años previos, y realizar entrevistas a sus familiares. Descubrió que su abuelo materno se unió al Partido Nazi en 1933 y encontró propaganda nazi en los cuadernos escolares de su tío. Krug combinó toda esta experiencia en una novela gráfica titulada "Heimat, lejos de mi hogar", que recibió diversos premios. diversos premios.
En 2021, ilustró una edición gráfica de la obra "Sobre la tiranía: Veinte lecciones del siglo XX", del autor Timothy Snyder. En 2023, recopiló los relatos del día a día de dos conocidos durante la invasión rusa de Ucrania en la obra "Diarios de guerra Dos relatos ilustrados desde Ucrania y Rusia", originalmente publicados en medios como Los Angeles Times, El País, L'Espresso, Süddeutsche Zeitung y De Volkskrant.